# Labetalol
Labetalol (Normodin, Trandat) je mešoviti alfa/beta adrenergički antagonist, koji se koristi za tretiranje visokog krvnog pritiska.

## Stereohemija
Labetalol sadrži dva stereogena centra i sastoji se od četiri stereoizomera. Ovo je mešavina (R, R)-, ( S,R)-, (R,S)- i (S,S)- oblika:
| Stereoizomeri labetalola | Stereoizomeri labetalola |
| ------------------------ | ------------------------ |
| CAS-broj: 75659-07-3     | CAS-broj: 83167-24-2     |
| CAS-broj: 83167-32-2     | CAS-broj: 83167-31-1     |

## Indikcije
Koristi se kao tretman trudnoćom indukovanu hipertenziju koja je često vezana za preeklampsiju. On se takođe koristi za tretiranje hronične i akutne hipertenzije feohromocitoma i hipertenzivne krize.

## Spoljašnje veze
- Mediji vezani za članak Labetalol na Vikimedijinoj ostavi

|  | Molimo Vas, obratite pažnju na važno upozorenje u vezi sa temama iz oblasti medicine (zdravlja). |